# Zekeringspunt

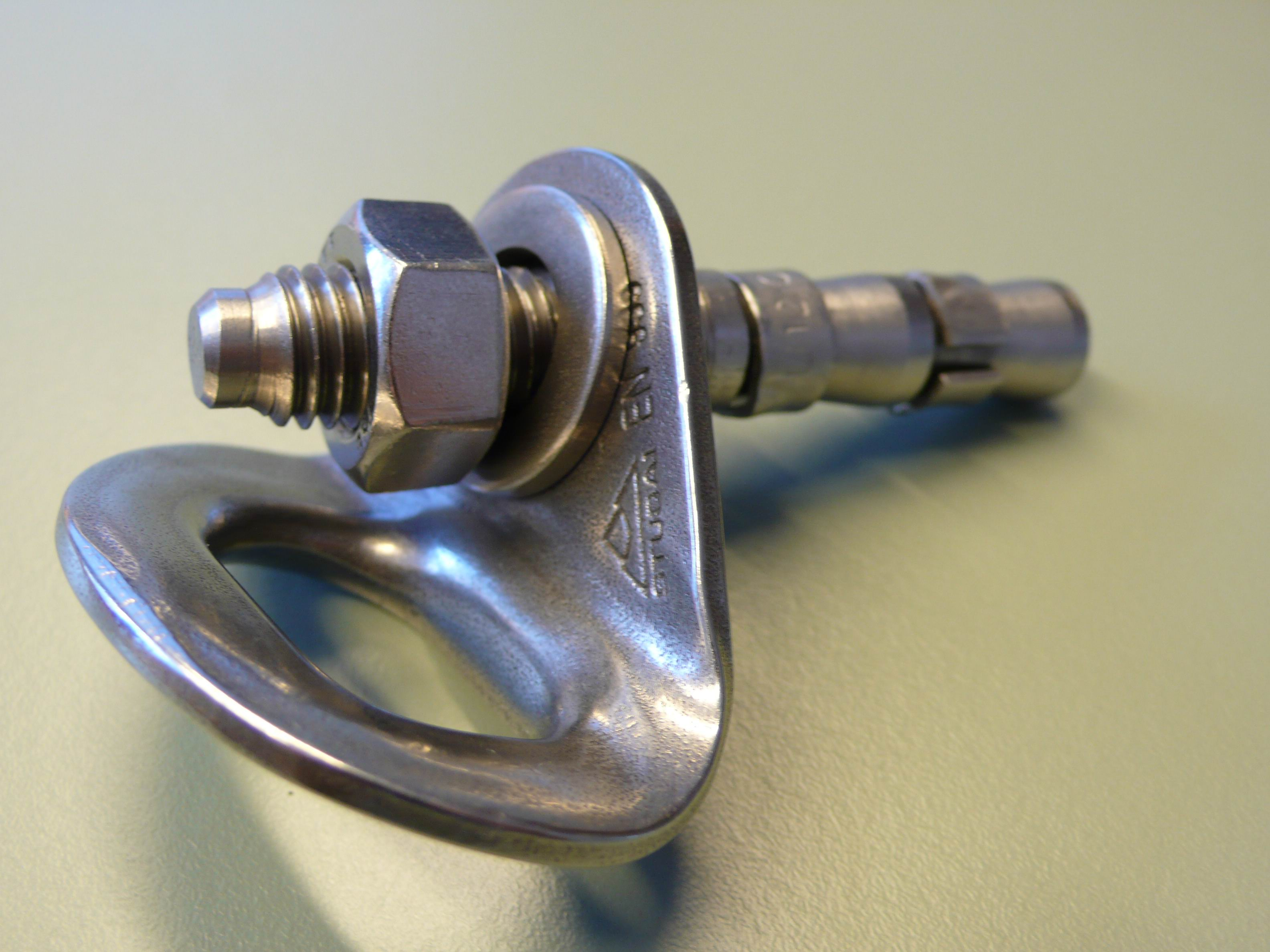
Een boorhaak en een plaquette

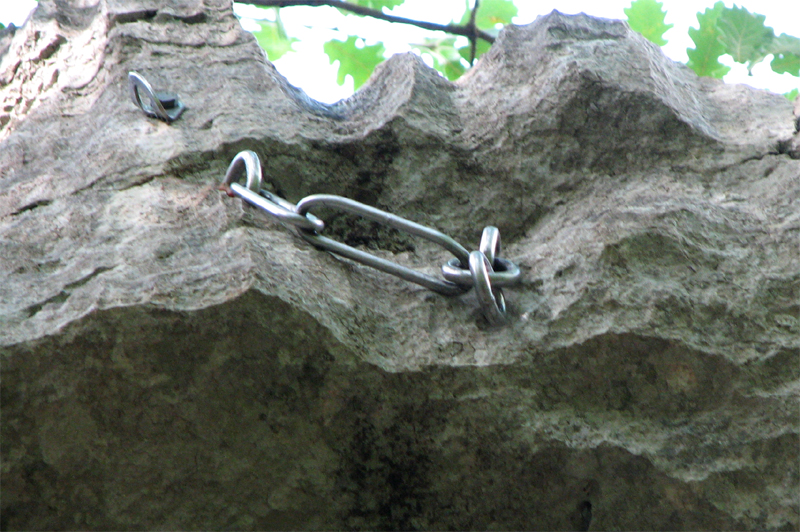
Links een boorhaak en een plaquette, rechts een abseilpunt met twee aan elkaar verbonden ingelijmde haken

Een zekeringspunt heeft bij het klimmen een beveiligingsfunctie, het kan bestaan uit één of meerdere zekeringspunten, ankerpunten of beveiligingspunten op de rotsen, in het ijs, in de sneeuw of op een klimwand. Deze kunnen bestaan uit een kunstmatige aangebracht verankeringspunt zoals een haak of een plaquette. Men kan eveneens gebruikmaken van de natuurlijke aanwezigheid van een uitsteeksel of een opening in de rotsen.
Deze zekeringspunten kunnen de volgende functie hebben:
- Het zekeren of beveiligen van de klimmer gedurende zijn actieve klimactie. Een klimmer kan zich zekeren via het zekeringspunt, een setje, het  klimtouw en zijn klimgordel. (zie voorbeeld bij voorklimmen)
- Verschillende zekeringspunten kunnen gebruikt worden als tussenstandplaats of als eindpunt waarop men een abseilen mogelijk maakt.

Men kan de volgende grove indeling opmaken:
- Natuurlijke ankers:  een rotspunt, een zandloper, een boom
- Artificiële rotsankers: ankers die in rotsspleten of rotsopeningen worden aangebracht, in deze categorie komen de nuts en de friends. Deze worden voornamelijk bij het traditioneel klimmen gebruikt, in enkele gevallen daar waar de bestaande rotshaken ontbreken of niet te vertrouwen zijn.
- Rotshaken: haken die worden ingeklopt, ingeboord of ingelijmd.
- IJsvijzen: holle buizen die in het ijs worden gedraaid.
- Sneeuwankers: allerlei hulpstukken die in de sneeuw worden ingegraven, ingeslagen of ingetrokken worden. Het meest bij de hand liggend sneeuwanker is het gebruik van de pikkel.